# Ralph Gustafson
Pour les articles homonymes, voir Gustafson.
 (juillet 2014).
Si vous disposez d'ouvrages ou d'articles de référence ou si vous connaissez des sites web de qualité traitant du thème abordé ici, merci de compléter l'article en donnant les références utiles à sa vérifiabilité et en les liant à la section « Notes et références ».
Ralph Barker Gustafson, né à Lime Ridge (Dudswell) le 16 août 1909 et décédé à North Hatley le 29 mai 1995, est un poète canadien, professeur à l'Université Bishop.

## Biographie
Ralph Gustafson grandit à Sherbrooke, au Québec, puis étudie à l'Université Bishop et à Oxford. Il enseigne à l'Université Bishop de 1963 jusqu'à sa retraite en 1979. Sa poésie, très appréciée pour son raffinement, sa richesse et sa simplicité remplie de passion, évoque souvent deux courants dominants de la littérature canadienne : le réflexe colonial qui consiste à puiser dans l'histoire et la culture européenne, et le besoin urgent post-colonial d'étudier et de célébrer la géographie canadienne afin de définir et de créer un sens de l'espace canadien. Gustafson a travaillé de nombreuses années comme critique musical et a été correspondant pour les British Information Services pendant la Deuxième Guerre mondiale. Grand voyageur, sa poésie aborde souvent des questions politiques dépassant la scène canadienne.

## Publications
- The Golden Chalice (London: Ivor Nicholson & Watson, 1935)
- Alfred the Great (London: Michael Joseph, 1937)
- Epithalamium in Time of War (New York: L. F. White, 1941)
- Lyrics Unromantic (New York: Privately printed, 1942)
- Flight into Darkness: Poems (New York: Pantheon, 1944)
- Quebec, Late Autumn (Offprint from Queen's Quarterly, 1950)
- Quebec Winter Scene (Offprint from Dalhousie Review, 1952)
- Hard Litany (Offprint from the Dalhousie Review, 1953)
- Rivers Among Rocks (Toronto: McClelland and Stewart, 1960)
- Rocky Mountain Poems (Vancouver: Klanak, 1960)
- Sift in an Hourglass (Toronto: McClelland and Stewart, 1966)
- Ixion's Wheel: Poems (Toronto: McClelland and Stewart, 1969)
- Selected Poems (Toronto: McClelland and Stewart, 1972)
- Theme and Variations for Sounding Brass (Sherbrooke, P.Q.: Progressive Publications, 1972)
- Fire on Stone (Toronto: McClelland and Stewart, 1974)
- Corners in the Glass (Toronto: McClelland and Stewart, 1977)
- Soviet Poems: Sept. 13 to Oct. 5, 1976 (Winnipeg: Turnstone, 1978)
- Gradations of Grandeur: a Poem (Victoria: Sono Nis, 1979)
- Sequences: Poems (Windsor, Ont.: Black Moss, 1979)
- Landscape with Rain (Toronto: McClelland and Stewart, 1980)
- Nine Poems (Toronto: League of Canadian Poets, 1980)
- The Remarkable Heavens (Lantzville, B.C.: Oolichan Books, 1980)
- Conflicts of Spring (Toronto: McClelland and Stewart, 1981)
- Dentelle / Indented: Poems (Trans. Roland Sutherland, et al. Colorado Springs, Colorado: Colorado College Press, 1982)
- The Moment is All: Selected Poems, 1944-83 (Toronto: McClelland and Stewart, 1983)
- Solidarnosc: Prelude (Sherbrooke, Que.: Progressive Publications, 1983)
- At the Ocean's Verge: Selected Poems (Ed. John Walsh. Literary Series. Redding Ridge, Conn.: Black Swan, 1984)
- Directives of Autumn (Toronto: McClelland and Stewart, 1984)
- Impromptus (Lantzville, B.C.: Oolichan Books, 1984)
- Twelve Landscapes (Toronto: Shaw Street, 1985)
- Manipulations on Greek Themes: Poems (Toronto: Ascham, 1986)
- Collected Poems (Victoria, B.C.: Sono Nis, 1987)
- Winter Prophecies (Toronto: McClelland and Stewart, 1987)
- The Celestial Corkscrew and Other Strategies (Oakville, Ont.: Mosaic, 1989)
- Shadows in the Grass: Poems (Toronto: McClelland and Stewart, 1991)
- Configurations at Midnight (Toronto: ECW, 1992)
- Collected Poems Vol. 3 (Victoria, B.C.: Sono Nis, 1994)
- Tracks in the Snow (Lantzville, B.C.: Oolichan, 1994)
- Visions Fugitive (Montreal: Vehicule, 1996)